# Kanton Laignes
Der Kanton Laignes war bis 2015 ein französischer Wahlkreis im Arrondissement Montbard, im Département Côte-d’Or und in der Region Burgund; sein Hauptort war Laignes, Vertreter im Generalrat des Départements war zuletzt von 2001 bis 2015 Jean-Paul Noret.
Der Kanton war 366,61 km² groß und hatte 3328 Einwohner (Stand: 1999).

## Gemeinden
Der Kanton bestand aus 21 Gemeinden:
| Gemeinde             | Einwohner (Stand 1999) | Code postal | Code Insee |
| -------------------- | ---------------------- | ----------- | ---------- |
| Balot                | 93                     | 21330       | 21044      |
| Bissey-la-Pierre     | 86                     | 21330       | 21078      |
| Bouix                | 187                    | 21330       | 21093      |
| Cérilly              | 242                    | 21330       | 21125      |
| Channay              | 76                     | 21330       | 21143      |
| Étais                | 87                     | 21500       | 21252      |
| Fontaines-les-Sèches | 50                     | 21330       | 21279      |
| Griselles            | 84                     | 21330       | 21309      |
| Laignes              | 881                    | 21330       | 21336      |
| Larrey               | 67                     | 21330       | 21343      |
| Marcenay             | 116                    | 21330       | 21378      |
| Molesme              | 225                    | 21330       | 21419      |
| Nesle-et-Massoult    | 101                    | 21330       | 21451      |
| Nicey                | 145                    | 21330       | 21454      |
| Planay               | 77                     | 21500       | 21484      |
| Poinçon-lès-Larrey   | 196                    | 21330       | 21488      |
| Puits                | 136                    | 21400       | 21511      |
| Savoisy              | 246                    | 21500       | 21594      |
| Verdonnet            | 84                     | 21330       | 21664      |
| Vertault             | 51                     | 21330       | 21671      |
| Villedieu            | 98                     | 21330       | 21693      |

## Bevölkerungsentwicklung
| 1962 | 1968 | 1975 | 1982 | 1990 | 1999 |
| ---- | ---- | ---- | ---- | ---- | ---- |
| 3909 | 4250 | 3886 | 3714 | 3347 | 3328 |